# Mare de Déu de la Pineda
Mare de Déu de la Pineda és una ermita del municipi de Vila-seca (Tarragonès) declarada bé cultural d'interès nacional.

## Descripció
Destaca la torre adossada de l'ermita. Sembla una torre medieval reformada. És quadrada, de tres pisos, amb matacans a la part alta. Ha estat restaurada en successives ocasions.
L'ermita de la Verge de la Pineda està aixecada damunt els terrenys d'una antiga església medieval. L'any 1708 es va donar permís per aixecar l'església. Va ser beneïda l'any 1757. L'ermita ha sofert successives modificacions i n'és una prova que damunt la porta es llegeixi la data de 1879. La tipologia de l'església presenta una nau amb capelles laterals. La volta està coberta amb canó amb llunetes. Al sud de l'església hi ha un porxo. Des de l'exterior es pot observar l'estructura de l'església amb contraforts enmig de les capelles laterals.
Destaca el retaule major del segle xviii, amb una placa de pedra on figura el relleu de la verge, probablement del gòtic tardà, del segle xvi.

## Història
L'ermita de la Verge de la Pineda era en els seus orígens un castell que l'església va adquirir, amb llicència de Pere el Catòlic l'any 1211. Trenta-quatre anys més tard es va fer la separació del terme, el de la Pineda quedà per al Paborde i el de Salou per a la Mitra. El 1391, arran d'un intercanvi entre Joan I i de l'arquebisbe Ignasi de Valterra, La pineda va passar a jurisdicció de l'arquebisbe.
El delme de la Pineda, amb la jurisdicció civil, va ser assignat al Cambrer perquè pogués suportar l'alimentació dels canonges.